# Qui mène le bal?
Qui mène le bal? est un docu-réalité québécois diffusé sur VRAK.TV depuis le 12 mars 2010.

## Synopsis
Tournée au printemps 2009, l'émission suit un groupe de jeunes dans trois écoles différentes durant l'organisation de leur bal de finissants du secondaire.